# Svein Håkonsson
Svein Håkonsson (Sveinn Hákonarson en vieux norrois), mort en 1016, est un jarl norvégien. Jarl de Hlaðir, il gouverne la Norvège de 1015 à 1016.

## Biographie
Fils de Håkon Sigurdsson, jarl de Hlaðir, il succède à son frère Éric Håkonsson comme jarl gouverneur de Norvège en 1015.  
Depuis que la Norvège est en partie sous tutelle danoise, les jarls de Lade sont des alliés du roi danois Sven à la Barbe fourchue. Après sa mort, ils continuent de gouverner au nom de la tutelle danoise et s'oppose au nouveau roi de Norvège.  
Allié d'Erling Skjalgsson il est néanmoins défait lors de la bataille de Nesjar par Olaf Haraldsson, il est contraint de disperser ses troupes et de fuir en Suède. 
Avec l'aide de son beau-frère le roi Olof Skötkonung, il envisage de préparer son retour en Norvège pour chasser le nouveau roi Olaf II de Norvège. Il décide d'abord d'aller guerroyer et faire du butin en Garðariki puis ramène ses troupes en Suède où il meurt d'une maladie qu'il avait contractée pendant son expédition.
Svein Håkonsson épouse Holmfrid une fille du roi Éric VI de Suède. Parents de la reine Gunild. Le scalde Bersi Skáldtorfuson est son poète de cour.

## Sources
- Snorri Sturluson La saga de Saint Olaf traduite et présentée par Régis Boyer Payot Paris (1983)  (ISBN 2-228-13250-0).